# Markus C. Kerber
Markus Christian Kerber (* 1956 in Bielefeld) ist ein deutscher Jurist und seit 2006 außerplanmäßiger Professor für öffentliche Finanzwirtschaft und Wirtschaftspolitik an der Technischen Universität Berlin. 1998 gründete er den interdisziplinären Thinktank Europolis, um an der Neuausrichtung der europäischen Ordnungspolitik mitzuarbeiten.

## Leben
Markus C. Kerber studierte ab 1975 Rechtswissenschaft an der Universität Bielefeld und wurde am 18. Januar 1982 Rechtsassessor. 1984 bis 1985 absolvierte er eine Schwerpunktausbildung im Bereich der Steuerreform und der Reform der internationalen Kapital- und Finanzmärkte und -institutionen sowie des Außenhandels an der École Nationale d’Administration (ENA). 1986 folgten Rigorosum und Promotion zum Dr. jur. mit dem Thema Die Unternehmensentflechtung nach dem GWB : ein Beitrag zur Dogmatik von § 24 VI, VII GWB aus wettbewerbs-, gesellschafts- und verfassungsrechtlicher Sicht.
Ab 1982 war Kerber beim Bundeskartellamt in der Fusionskontrolle als Regierungsrat und 1985 beim französischen Finanzministerium in der Abteilung Wettbewerb und Kapitalmärkte tätig. 1986 wurde Kerber Europareferent des Bundeskartellamtes und Repräsentant des Kartellamtes im Beratenden Ausschuss der Europäischen Kommission für Wettbewerbsfragen. Von 1986 bis 1989 arbeitete er bei der Banque Indosuez in Paris, als Leiter des Deutschlandgeschäftes und von 1990 bis 1991 bei Bankers Trust International in London, als Head of European Equity Group.
Seit 1991/92 arbeitet Kerber als Unternehmensberater und Anwalt in Berlin, Paris und London.
Im Jahr 2001 erfolgte der Abschluss des Habilitationsverfahrens an der Wirtschaftswissenschaftlichen Fakultät der Technischen Universität zu Berlin mit der Arbeit Der verdrängte Finanznotstand – Zur finanzpolitischen Verantwortlichkeit von Parlament und Regierung sowie zur Rolle des Bundes als Hüter der finanzwirtschaftlichen Souveränität.
Er ist Mitglied der Clausewitz-Gesellschaft, Kurt-Schumacher-Gesellschaft und Gastautor bei der Achse des Guten.

## Politische Tätigkeit
Anlässlich der Eurokrise schlug Kerber 2012 vor, den Euro zwar beizubehalten, jedoch zusätzlich einen Nord-Euro – Kerber nennt ihn „Guldenmark“ – als Parallelwährung einzuführen. Dieser solle von Ländern mit Leistungsbilanzüberschuss – konkret Deutschland, den Niederlanden, Finnland, Österreich und Luxemburg – getragen werden. Die Guldenmark könne Wettbewerbsunterschiede zwischen Nord und Süd ausgleichen helfen. An Vorschlägen Parallelwährungen in Griechenland („Geuro“ bzw. „Neu-Drachme“) und anderen angeschlagenen Euro-Staaten einzuführen, äußerte er dagegen Zweifel, da diese gegenüber dem Euro schwächer wären. Dies habe zu keiner Zeit langfristig funktioniert.
2017 erhob Kerber Verfassungsbeschwerde gegen die Wertpapierkäufe der Europäischen Zentralbank (EZB). Am 15. August 2017 teilte der Zweite Senat (dem Gerichtspräsident Andreas Voßkuhle vorstand) mit, dass er diese Käufe durch den Europäischen Gerichtshof prüfen lasse. Der EuGH sah keine Probleme mit dem Unionsrecht. Im Ergebnis gab das BVerfG dann trotzdem den Beschwerdeführern in wesentlichen Punkten Recht.

## Lehrtätigkeit
Ab 1987 war Kerber Lehrbeauftragter an HEC Paris und ab 1997 Gastdozent bei cedep – Insead, Fontainebleau. Im Jahr 1999 übernahm er die Tätigkeit eines Gastdozenten an der Führungsakademie der Bundeswehr und leitete das  Seminar „Rüstungsbeschaffung“. Im WS 2001/2002 bekam Kerber einen Lehrauftrag (Institutionelle Aspekte öffentlicher Finanzwirtschaft) an der Universität Bielefeld und seit 2006 ist er außerplanmäßiger Professor an der TU Berlin, Fakultät VII – Wirtschaft und Management, Institut für Volkswirtschaftslehre und Wirtschaftsrecht. Hierzu traten Lehrtätigkeiten an I.E.P an der Universität Panthéon-Assas sowie der Warsaw School of Economics (SGH).

## Werke (Auswahl)
- Europa ohne Frankreich? Suhrkamp, Frankfurt am Main 2006, ISBN 3-518-12100-6.
- Der verdrängte Finanznotstand. Zur finanzpolitischen Verantwortlichkeit von Parlament und Regierung sowie zur Rolle des Bundes als Hüter der finanzwirtschaftlichen Souveränität. Springer, Berlin 2002, ISBN 3-540-42944-1.
- Der Verfassungsstaat ist ohne Alternative. Die Verfassungsbeschwerden gegen den Eurostabilisierungsmechanismus sowie gegen die Griechenland-Hilfe. Lucius & Lucius, Stuttgart 2010, ISBN 978-3-8282-0520-8.
- Die EZB vor Gericht. (= Edition Europolis. Nr. 2). Lucius & Lucius, Stuttgart 2010, ISBN 978-3-8282-0556-7.
- More monetary competition. A reformist concept for a new European monetary union. (= Edition Europolis. Nr. 3). Lucius & Lucius, Stuttgart 2010, ISBN 978-3-8282-0566-6.
- Der unterschätzte Rohstoff. Ein Beitrag zum Kartell- und Preisrecht der Wasserwirtschaft. (= Edition Europolis. Nr. 4). Lucius & Lucius, Stuttgart 2010, ISBN 978-3-8282-0587-1.
- Mehr Wettbewerb wagen. Ein Konzept zur Reform der europäischen Währungsunion. Lucius & Lucius, Stuttgart 2010, ISBN 978-3-8282-0566-6.
- Wehrt euch, Bürger! Wie die Europäische Zentralbank unser Geld zerstört. FinanzBuch Verlag, München 2015, ISBN 978-3-89879-925-6 (2. ergänzte und überarbeitete Auflage. München 2017)
- Europa ohne Frankreich? Deutsche Anmerkungen zur französischen Frage. Edition Europolis, Berlin 2017, ISBN 978-3-9814942-6-6.
- Die Draghi-Krise – Wie die Europäische Union plant und Deutschland bezahlt. FinanzBuch Verlag, München 2018, ISBN 978-3-95972-156-1.
- Finanzstabilität oder Bankenunion? Metropolis Verlag, Marburg 2019, ISBN 978-3-7316-1395-4.
- Die EZB vor dem Verfassungsgericht – Dokumentation der Verfassungsbeschwerde gegen das PEPP. Metropolis Verlag, Marburg 2021, ISBN 978-3-7316-1466-1.
- Der deutsche Selbstmord: Wie unser Land in der Corona-Krise für Europa geopfert wird. FinanzBuch Verlag, München 2021, ISBN 978-3-95972-408-1.